# Icta
Icta este un gen de molii din familia Lymantriinae.